# 複分析
複分析（英語：Complex analysis）是研究複變的函數，特別是亞純函數和複變解析函數的數學理論。
研究中常用的理论、公式以及方法包括柯西积分定理、柯西积分公式、留数定理、洛朗级数展开等。複變分析的应用领域较为广泛，在其它数学领域和物理学中也起着重要的作用。包括数论、应用数学、流体力学、热力学和电动力学。

## 复变函数

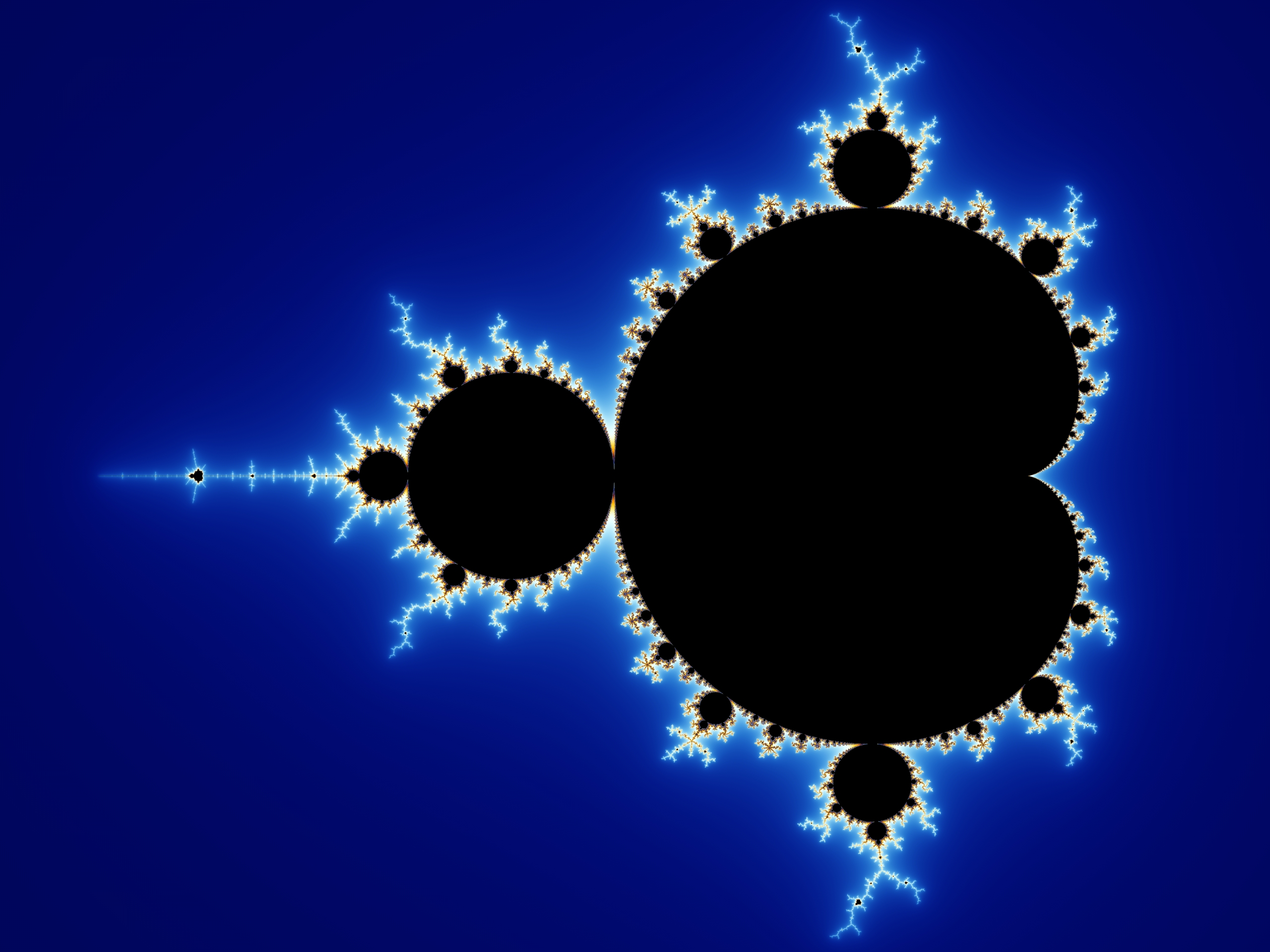
曼德博集合，分形

複变函数，是自变量和因变量皆为複数的函数。更确切的说，複變函数的值域与定义域都是複數平面的子集。在複變分析中，自变量又称为函数的“宗量”。
对于複變函数，自变量和应变量可分成实部和虚部:
{\displaystyle z=x+iy\,}
{\displaystyle w=f(z)=u(x,y)+iv(x,y)\,}
其中{\displaystyle x,y\in \mathbb {R} \,}和{\displaystyle u(x,y),v(x,y)\,}是实數函数。
用另一句话说，就是函数{\displaystyle f(z)}的成分,
{\displaystyle u=u(x,y)\,}
{\displaystyle v=v(x,y),\,}
可以理解成变量{\displaystyle x}和{\displaystyle y}的二元实函数。

### 全纯函数
全纯函数（holomorphic function）是定义在複數平面{\displaystyle \mathbb {C} }的开子集上的，在複數平面{\displaystyle \mathbb {C} }中取值的，在每点上皆可微的函数。
复变函数为全纯函数的充分必要条件是复变函数的实部和虚部同时满足柯西-黎曼方程：
{\displaystyle {\partial u \over \partial x}={\partial v \over \partial y}}
和
{\displaystyle {\partial u \over \partial y}=-{\partial v \over \partial x}.}
通过上面的这个方程组也可以由全纯函数的实部或者虚部之一来求解另一个。

#### 柯西积分定理
柯西积分定理指出，如果全纯函数的封閉积分路径没有包括奇点，那么其积分值为0；如果包含奇点，则外部闭合路径正向积分的值等于包围这个奇点的内环上闭合路径的正向积分值。

#### 柯西积分公式
假设{\displaystyle U}是複數平面{\displaystyle \mathbb {C} }的一个开子集，{\displaystyle f:U\rightarrow \mathbb {C} }是一个在闭圆盘{\displaystyle D}上複可微的方程，
并且闭圆盘{\displaystyle D=\left\{z:\left\vert z-z_{0}\right\vert \leq r\right\}}是{\displaystyle U}的子集。 设{\displaystyle C}为{\displaystyle D}的边界。则可以推得每个在{\displaystyle D}内部的点{\displaystyle a}：
{\displaystyle f(a)={1 \over 2\pi i}\oint _{C}{f(z) \over z-a}\,dz}
其中的积分为逆时针方向沿着{\displaystyle C}的积分。

### 亚纯函数
在複變分析中，一个複數平面的开子集{\displaystyle D}上的亚纯函数是一个在{\displaystyle D}上除一个或若干个孤立点集合之外的区域全纯的函数，那些孤立点称为该函数的极点。

## 复变函数的级数展开
複函數的可微性有比實函數的可微性更強的性質。例如：每一個正則函數在其定義域中的每個開圓盤都可以冪級數來表示：
{\displaystyle f(z)=\sum _{n=0}^{\infty }a_{n}(z-z_{0})^{n}=a_{0}+a_{1}(z-z_{0})+a_{2}(z-z_{0})^{2}+a_{3}(z-z_{0})^{3}+\cdots }。
特別地，全纯函數都是無限次可微的，性質對實可微函數而言普遍不成立。大部分初等函數（多項式、指數函數、三角函數）都是全纯函數。常用的方法有泰勒级数展开等。

### 洛朗级数
复变函数{\displaystyle f(z)}的洛朗级数，是幂级数的一种，它不仅包含了正数次数的项，也包含了负数次数的项。有时无法把函数表示为泰勒级数，但可以表示为洛朗级数。
{\displaystyle f(z)=\sum _{n=-\infty }^{\infty }a_{n}(z-c)^{n}}

### 奇点的情况
对于复变函数的孤立奇点，有如下三类。

#### 本质奇点
复变函数在某孤立奇点邻域的洛朗级数展开，如果存在无穷个负幂项，那么这个点称为“本质奇点”。
对复平面{\displaystyle C}上的给定的开子集{\displaystyle U}，以及{\displaystyle U}中的一点{\displaystyle a}，亚纯函数{\displaystyle f:U\setminus \left\{a\right\}\rightarrow C}在{\displaystyle a}处有本质奇点当且仅当它不是极点也不是可去奇点。

#### 极点
复变函数在某孤立奇点邻域的洛朗级数展开，如果存在有限个负幂项，那么这个点称为“极点”。
亚纯函数的极点是一种特殊的奇点，它的表现如同{\displaystyle z-a=0}时{\displaystyle {\frac {1}{\left(z-a\right)^{n}}}}的奇点。这就是说，如果当{\displaystyle z}趋于{\displaystyle a}时，函数{\displaystyle f(z)}趋于无穷大，那么{\displaystyle f(z)}在{\displaystyle z=a}处便具有极点。

#### 可去奇点
复变函数在某孤立奇点邻域的洛朗级数展开，如果没有负幂项，那么这个点称为“可去奇点”。
如果{\displaystyle U}是复平面{\displaystyle C}的一个开集，{\displaystyle a}是{\displaystyle U}中一点，{\displaystyle f:U-\left\{a\right\}\rightarrow C}是一个全纯函数，如果存在一个在{\displaystyle U-\left\{a\right\}}与{\displaystyle f}相等的全纯函数{\displaystyle g:U\rightarrow C}，则{\displaystyle a}称为{\displaystyle f}的一个可去奇点。如果这样的{\displaystyle g}存在，我们说{\displaystyle f}在{\displaystyle a}是可全纯延拓的。

## 留数

### 定义
在复分析中，留数是一个复数，描述亚纯函数在奇点周围的路径积分的表现。
亚纯函数{\displaystyle f}在孤立奇点{\displaystyle a}的留数，通常记为{\displaystyle Res(f,a)}，是使
{\displaystyle f(z)-{R \over (z-a)}}
在圆盘{\displaystyle 0<|z-a|<\delta }内具有解析原函数的唯一值{\displaystyle R}

### 留数定理

在复分析中，留数定理是用来计算解析函数沿着闭曲线的路径积分的一个有力的工具，也可以用来计算实函数的积分。它是柯西积分定理和柯西积分公式的推广。
假设U是复平面上的一个单连通开子集，a1、......、an是复平面上有限个点，f是定义在U \ {a1、......、an}的全纯函数。如果γ是一条把a1、......、an包围起来的可求长曲线，但不经过任何一个ak，并且其起点与终点重合，那么：
{\displaystyle \oint _{\gamma }f(z)\,dz=2\pi i\sum _{k=1}^{n}\operatorname {I} (\gamma ,a_{k})\operatorname {Res} (f,a_{k}).}
一些难于计算的实函数的积分可以通过转化为复变函数，然后利用留数定理来进行计算。